# Клінтон Гард Мерріем
Клінтон Гард Мерріем (англ. Clinton Hart Merriam; 1855-1942) — американський натураліст, зоолог, ботанік, антрополог та етнограф. Один із засновників Національного географічного товариства (National Geographic).

## Біографія
Клінтон Гард Мерріем народився 5 грудня 1855 року у Нью-Йорку. Він був сином конгресмена Клінтона Леві Мерріема. З 1874 по 1877 роки вивчав біологію і анатомію у Єльському університеті. Отримав докторський ступінь у 1879 році у Школі лікарів та хірургів Колумбійського університету. З 1879 по 1885 роки працював лікарем у Нью-Йорку.
У 1886 році він став директором Відділу економічної орнітології і маммології при Міністерстві сільського господарства США, попередника сучасного Національного науково-дослідного центру дикої природи, риби і дичини США. Займав цю посаду до 1910 року. У 1888 році заснував Національне географічне товариство. Розробив концепцію життєвих зон для класифікації біомів Північної Америки. З 1891 по 1892 рік він був президентом Біологічного товариства Вашингтона. У 1899 році він організував для залізниці Едварда Генрі Гаррімана розвідувальну експедицію вздовж узбережжя Аляски.
З 1910 року він вивчав мову та життя індіанських племен західних регіонів США. Загалом Мерріем опублікував понад 500 наукових робіт, переважно про ссавців та птахів, і описав близько 600 нових видів.